# Hommes sans loi
Pour plus de détails, voir Fiche technique et Distribution.
Hommes sans loi (King of the Underworld) est un film américain réalisé par Lewis Seiler, sorti en 1939, avec Humphrey Bogart, Kay Francis, James Stephenson et John Eldredge dans les rôles principaux. Il s'agit d'un remake du film Dr. Socrates (en) réalisé par William Dieterle en 1935, lui-même adapté de la nouvelle Dr Socrates de W. R. Burnett écrite la même année. 

## Synopsis
En affaire avec la bande de Joe Gurney (Humphrey Bogart), le Dr. Niles Nelson (John Eldredge) est assassiné à la suite d'un malentendu entre les deux hommes. La police pense que sa femme, le Dr. Carole Nelson (Kay Francis) est également lié à la bande à Gurney. Pour se disculper, elle mêne sa propre enquête avec l'aide d'un célèbre écrivain contraint d'écrire la biographie de Gurney, Bill Stevens (James Stephenson).

## Fiche technique
- Titre français : Hommes sans loi
- Titre original : King of the Underworld
- Réalisation : Lewis Seiler
- Scénario : George Bricker et Vincent Sherman d'après la nouvelle Dr Socrates de W. R. Burnett
- Photographie : Sidney Hickox
- Montage : Frank DeWar
- Musique : Heinz Roemheld et Leo F. Forbstein
- Direction artistique : Charles Novi (en)
- Costumes : Orry-Kelly
- Société de production : Warner Bros.
- Société de distribution : Warner Bros.
- Pays de production :  États-Unis
- Langue originale : anglais
- Genre : Film policier, film noir
- Durée : 67 minutes
- Date de sortie :
  - États-Unis : 14 janvier 1939
  - France : 7 juin 1939

## Distribution
- Humphrey Bogart : Joe Gurney
- Kay Francis : Dr Carole Nelson
- James Stephenson : Bill Stevens
- John Eldredge : Dr Niles Nelson
- Jessie Busley : Tante Joséphine
- Arthur Aylesworth : Dr Sanders
- Raymond Brown : Shérif
- Harland Tucker : M. Ames
- Ralph Remley : M. Robert
- Charley Foy (en) : Slick
- Murray Alper : Eddie
- Joe Devlin : Porky
- Elliott Sullivan : Mugsy
- Alan Davis : Pete
- John Harmon : Slats
- John Ridgely : Jerry
- Richard Bond : Interne
- Pierre Watkin : Procureur de district
- Charles Trowbridge : Dr Ryan
- Edwin Stanley : Dr Jacobs

Et, parmi les acteurs non crédités :
- Clem Bevans
- Sidney Bracey
- Nat Carr (en)
- Glen Cavender
- Edgar Dearing (en)
- Ralph Dunn (en)
- William Gould (en)
- John Harron
- Herbert Heywood (en)
- Mickey Kuhn
- Jack Mower
- Paul Panzer
- Richard Quine
- Ann Robinson
- Carl Stockdale
- Charles Sullivan (en)
- Lottie Williams

## Autour du film
- Il s'agit d'un remake du film Dr. Socrates (en) réalisé par William Dieterle en 1935, lui-même adapté de la nouvelle Dr Socrates de W. R. Burnett écrite la même année.